# Federal Information Processing Standard
Federal Information Processing Standard (FIPS) – publicznie ogłaszane standardy federalnego rządu Stanów Zjednoczonych, z których korzystają cywilne agencje rządowe. Organizacją odpowiedzialną za ustalanie standardów FIPS jest Narodowy Instytut Standaryzacji i Technologii.

## Przykłady standardów
- FIPS (10-4) – dwuliterowe kody państw świata
- FIPS (5-2) – dwucyfrowe kody stanów USA
- FIPS (6-4) – pięciocyfrowe kody hrabstw USA

Powyższe standardy są podobne, chociaż nie identyczne, do standardów ISO 3166-1 i ISO 3166-2 oraz standardów NUTS.
- FIPS 46 - standard szyfrowania danych DES
- FIPS 197 - standard szyfrowania danych AES
- FIPS 140-2 - bezpieczeństwa wobec systemów kryptograficznych
- FIPS 180-2 - algorytm podpisu cyfrowego Digital Signature Algorithm